# 自白
自白（じはく）は、民事訴訟法上は、当事者が相手方の主張する自己に不利な事実を認めること、およびその旨の陳述。刑事訴訟法上は、自己の犯罪事実を認める被疑者や被告人の供述。

## 概要
マスコミ報道などで「罪を自白した」というときの「自白」は刑事上の概念を指している。
録音録画が実施されていない状況での警察による取調べにおいて作成された自白調書については、取調官の誘導によって虚偽の自白をさせられることもある。その可能性があると裁判官が判断し、無罪判決を言い渡した事例もある（2017年、迷惑防止条例違反）。でっちあげられた「自白」で冤罪が発生してしまうこともある。かつて氷見事件も起きた。

## 民事手続における自白
民事訴訟でいう自白（裁判上の自白）は、口頭弁論期日または争点整理手続期日における、相手方の主張した自己にとって不利な事実を認める陳述を指す（なお、請求そのものを認めることは請求の認諾という）。自白された事実については、証拠によって立証（証明）する必要がなくなり（民事訴訟法179条）、また裁判所の判断も拘束する（弁論主義の第二テーゼ）。
以下の類型の「自白」が、それぞれ裁判上の自白に該当するか否かが問題になる。
先行自白
相手方が主張すべき自己にとって不利な事実を、相手方が主張する前に自ら陳述した（不利益陳述）後、自己が撤回する前に相手方が援用したときをいい、裁判上の自白となる（大審院昭和8年2月9日判決）。
間接事実の自白
自己にとって不利な法律効果を発生させるべき事実（主要事実）についてではなく、主要事実の存在を推認させる事実（間接事実）の存在につき陳述すること。
間接事実の自白についても民訴法179条は適用され、その事実について証明を要しなくなる。ただし、自白の拘束力（弁論主義の第2テーゼ）は間接事実には及ばず、裁判所は自由心証によってその事実を認定することができるとするのが判例である（最高裁昭和41年9月22日判決・民集20巻7号1392頁）。
権利自白
自己にとって不利な法律効果をもたらす権利の存在そのものについて陳述すること。
権利自白が裁判上の自白としての効果を有するか否かは争いがあるが、所有権の帰属などについては権利自白が成立するとするのが一般的な考え方である。
擬制自白
当事者が口頭弁論において相手方の主張した事実を争うことを明らかにしない場合には、原則として、その事実を自白したものとみなす（民訴法159条1項）。当事者が口頭弁論期日に出頭しない場合にも同様である（同条3項）。これを擬制自白という。

## 刑事手続における自白
刑事手続における自白とは、自己に不利益な事実を承認することをいう。ただし、英米法ではアドミッション（訴訟の当事者となっている者がした供述で、その者にとって不利益なもの）との関連で、自白の意義に争いがある。
古く自白は「証拠の王」または「証拠の女王」と呼ばれ、有罪の認定に最も重要な要素であった。例えばカロリナ刑事法典では、刑の言い渡しの要件として、犯人の自白または2人以上の信憑性のある証人の証言が必要とされた。しかしフランス革命を契機に、文明国では自白の強制を防止するための法制度が必要と考えられるようになった。
犯罪が行われたこと、それを被告人が行ったことの結びつきを「自白の補強法則」といい、これは冤罪の防止に有効である。

### 黙秘権
黙秘権は17世紀後半でイギリスにおいて成立した。当時の星法院裁判所（スター・チェンバー）の審理は何の訴えも待たずに開始され、被告人には宣誓した上で供述することが義務づけられていた。このような制度に反対していた一人がリルバーン（Lilburn）であり、彼は1637年に星法院裁判所での宣誓供述を拒否したため処罰された。1641年にイギリス下院はこのような措置は残虐・不正・野蛮・暴虐であり市民の自由に反するものとして同年に星法院裁判所を廃止した。イギリスでは17世紀末までには「何人も自らの口で自分自身を有罪とするように強制されることはない」とする原則が確立された。
その後、黙秘権はアメリカ合衆国憲法修正第5条により「何人も、いかなる刑事事件においても、自己に不利益な供述を強制されない」として具体化された。
日本国憲法第38条第1項は「何人も、自己に不利益な供述を強要されない。」と規定し、刑事訴訟法は被告人について「終始沈黙し、又は個々の質問に対し、供述を拒むことができる」権利（第311条第1項）、被疑者について「自己の意思に反して供述をする必要がない」権利を認めている。通説では日本国憲法第38条第1項は、何人も自己に不利益な供述を強要されないと規定し、刑事訴訟法は被疑者や被告人について、その趣旨を拡張したものとする。

### 自白法則
自白法則とは拷問や脅迫などによって獲得された自白を証拠から排除するという原則であり18世紀後半に成立した。
沿革上の性質からは、黙秘権は供述義務のない者を法律上供述義務のある立場に置くこと（供述の強要）を禁止する趣旨であり、裁判所が被告人に法律上の供述義務を課す場合にのみ問題になると考えられていた。また、自白法則は拷問や脅迫などの事実上の強制（供述の物理的・心理的な強制）を排除するもので公判廷外の自白に適用されるとされていた。特にアレインメント制度が採用されている英米法では公判廷での自白と公判廷外の自白は異なる性質のものと理解されていた。そのため、かつては被告人は裁判所との関係で法律上の供述を強制されない特権を有するのであり、捜査機関に対して供述義務を負わない被疑者にはこのような特権はなく捜査機関による供述の物理的・心理的な強制は自白法則で処理すべき問題と考えられたこともある。しかし、供述強制による侵害の危険が大きいのはむしろ被疑者の場合であり、裁判所による供述強制だけでなく国家機関一般による供述の強制が禁止されているとみるべきと考えられるようになった。アメリカでも最初は裁判所に対する特権と考えられていたが、捜査機関に対する被疑者の黙秘権が強調されるように推移している。このように捜査機関による捜査段階での供述については黙秘権と自白法則の融合がみられる。

## 虚偽自白

### 日本

#### パソコン遠隔操作事件
神奈川県警察は19歳の大学生を逮捕し、「鬼殺銃蔵」というハンドルネームを使った理由として「強い日本酒の名前から思い付いた。不吉な数字の13から『じゅうぞう』とした」と虚偽の自白を引き出した。少年は、虚偽の自白をした理由として、取調官から「認めれば処分が軽くなる」「少年院に行かなくて済む」と言われたためとしている。

## 国民性
日本と韓国で刑事事件の被疑者を比較した場合、韓国の被疑者の80%は最初から容疑を否認するが、日本の被疑者は逆に80%が容疑を自白するというデータがある。韓国紙である中央日報は、こうした傾向を国民性に基づくものと分析している。